# 宗方熈
宗 方熈（そう みちひろ）は、対馬国府中藩7代藩主。歴代藩主の中で唯一「義」（宗氏の通字）が名前につかない人物であるが、「方」の字は兄・義方（第5代藩主）からの偏諱である。

## 生涯
元禄9年（1696年）9月27日、第3代藩主・宗義真の九男として生まれる。はじめ臣下の樋口真連（さねつら）の婿養子となり、樋口方熈（主馬）と称した。しかし享保15年（1730年）11月に兄で第6代藩主の義誠が死去したため、その養子となり、享保16年（1731年）2月21日に家督を相続する（この時も特に改名していない）。4月に従四位下、侍従・対馬守に叙位・任官した。
しかし、方熈は義誠の嫡男・義如が成長するまでのつなぎ的な存在だったため、享保16年（1732年）に義如が17歳になったことを契機として、9月11日に家督を義如に譲って隠居した。このとき、民部大輔に遷任する。
宝暦9年（1759年）11月29日、対馬府中で死去した。享年64。樋口家は義如から偏諱を受けた長男・如連（ゆきつら）が相続した。

## 系譜
- 父：宗義真（1639-1702）
- 母：慈眼院 - 庄司勘左衛門の娘
- 養父：宗義誠（1692-1730）
- 正室：普照院 - 樋口真連の娘
  - 長男：樋口如連
- 側室：古賀九郎左衛門の娘
  - 次男：高瀬蕃常
  - 女子：与曽 - 難波宗城室
- 養子
  - 男子：宗義如（1716-1752） - 宗義誠の嫡男